# Chiesa di Santa Maria della Divina Provvidenza a Testaccio
La chiesa di Santa Maria della Divina Provvidenza a Testaccio è una chiesa di Roma, in Italia, situata nel rione Testaccio, sulla via Alessandro Volta. Fu sconsacrata alla fine del XX secolo ed era dedicata alla Nostra Signora.

## Storia

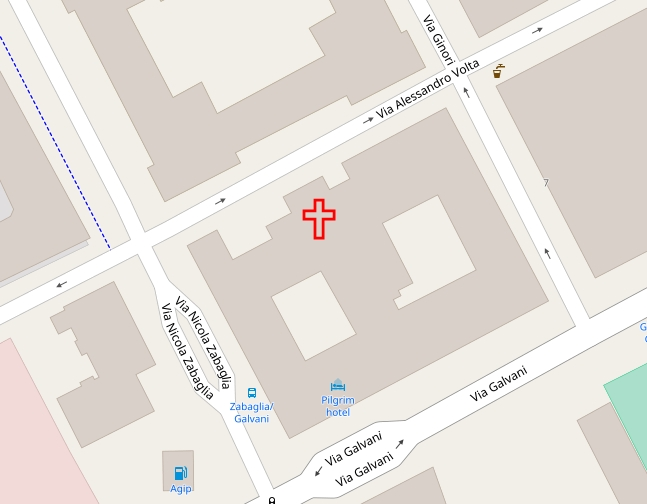
L'ubicazione della chiesa sconsacrata in una mappa del 2017.

Le Figlie della Divina Provvidenza sono una confraternita fondata nel 1832 da Maria Elena Bettini, con lo scopo di educare le fanciulle povere. La fondazione avvenne con il sostegno dei barnabiti di San Carlo ai Catinari, presso la cui chiesa fu aperta la prima scuola conventuale. La nuova congregazione deve il suo nome alla celebre icona conservata nella chiesa.
Il primo convento fu trasferito a Testaccio quando la zona, fino ad allora disabitata, cominciò ad essere occupata dalle case della nuova classe operaia romana. Il nuovo complesso (che si affacciava anche sulla vie Galvani e Nicola Zabaglia) venne progettato da Antonio Lenti e alla fine fu completato tra il 1889 e il 1890. C'erano una mensa, un orfanotrofio e una scuola per le fanciulle e la chiesa fu la prima del rione (la nuova parrocchia di Santa Maria Liberatrice a Monte Testaccio verrà fondata in seguito). Secondo la brevissima descrizione di Mariano Armellini, questa chiesa fu iniziata nel 1888 "coi disegni del signor Barbiellini" ed era una parrocchia provvisoria per il rione sorto da poco.
Questo convento fu la casa madre della congregazione fino alla fine del ventesimo secolo, quando si trasferì al numero 255 della via Matteo Bartoli, nel quartiere Giuliano-Dalmata, nella parte meridionale di Roma.
Il complesso, che un tempo comprendeva un piccolo ospedale, venne chiuso nel 2008 e la diocesi non elenca più questa chiesa, che si presume sia stata sconsacrata.

## Descrizione
Al piano inferiore della facciata, quattro lesene doriche si trovano ai lati del portale d'ingresso, a sua volta coronato da un frontone avente la forma di un arco. Tra le coppie delle lesene si trovano dei pannelli rettangolari vuori. Sopra la trabeazione c'è una finestra, e ai lati di questa due tondi vuoti. La parte centrale del piano superiore termina con un frontone triangolare coronato sulla sommità da una croce.
La pala dell'altare maggiore era una riproduzione dell'icona di Santa Maria della Divina Provvidenza, circondata da una corona d'oro.